# 863 Benkoela
863 Benkoela eller 1917 BH är en asteroid i huvudbältet, som upptäcktes 9 februari 1917 av den tyske astronomen Max Wolf i Heidelberg. Den är uppkallad efter den Indonesiska staden Bengkulu.
Asteroiden har en diameter på ungefär 38 kilometer.